# NGC 7456
NGC 7456 је спирална галаксија у сазвежђу Ждрал која се налази на NGC листи објеката дубоког неба.
Деклинација објекта је - 39° 34' 9" а ректасцензија 23h 2m 10,1s. Привидна величина (магнитуда) објекта NGC 7456 износи 11,7 а фотографска магнитуда 12,4. Налази се на удаљености од 15,790 милиона парсека од Сунца. NGC 7456 је још познат и под ознакама ESO 346-26, MCG -7-47-11, IRAS 22594-3950, PGC 70304.